# Keith Dunstan (árbitro)
Kenneth Charles Dunstan (Bermudas; 1934-1 de mayo de 2016) fue un árbitro de fútbol bermudeño.

## Trayectoria
Fue nominado como árbitro internacional y fue registrado en la Federación Internacional de Fútbol Asociación (FIFA) desde 1966. Es el primer árbitro bermudeño en recibir una insignia de la FIFA.
La FIFA lo contrató exclusivamente como árbitro asistente para la Copa Mundial de 1970 en México. Dirigió dos partidos de la fase de grupos y uno de cuartos de final.